# Sragi (Sukorejo)
Sragi is een bestuurslaag in het regentschap Ponorogo van de provincie Oost-Java, Indonesië. Sragi telt 1389 inwoners (volkstelling 2010).